# Adolph de Roepstorff
Johan Louis (Ludvig) Adolph de Roepstorff (født 8. februar 1819 i Trankebar, død 24. marts 1881 på Frederiksberg) var en dansk søofficer og politiker. Han var fader til Johan Adolph de Roepstorff og Christian Sophus de Roepstorff.

## Søofficer
Han var søn af kaptajn Pierre de Roepstorff (1798-1857) og hustru Maria Theresia født de Sartiges (1798-1869), blev 1830 optaget som kadet og blev i 1838 sekondløjtnant med Gerners Medalje. Samme år fik han orlov i et til to år for at foretage en rejse til Ostindien. 1838 rejste han så til Ostindien med skibet Den Danske Eg. Ved ankomsten til Indien forlod han skibet og rejste til Madras, hvor han kom ombord i det engelske linjeskib Wellesley og gik med dette til Kalkutta, hvor han blev ansat på et af transportskibene på den britisk-kinesiske ekspedition. Herfra vendte han 1841 tilbage til Madras.
I 1839 søgte Roepstorff fra Madras om forlængelse af orloven i to år, da han var blevet forlovet med en rig engelsk dame og ventede at få skib at føre i Indien. I 1840 fik han sin forlængelse på to år mod at han blev sat à la suite og på halv løn. Samme år fik han tilladelse til at gifte sig, men reelt havde han allerede den 15. oktober 1839 giftet sig i Ostindien med Charlotte Georgiane Holmes født Farley (født 11. januar 1815, død 25. september 1876), enke efter inspektør ved de engelske tropper i Indien N.N. Holmes, Esq. og søsterdatter af Roepstorffs moder født de Sartiges.
I 1841 meddelte Roepstorff fra Renepettak ved Arcot, at han var indtrådt i missionsarbejde i forbindelse med Londons Missionsselskab, og at han havde besluttet sig for at uddanne sig til missionær på den engelske kirkes missionsseminarium i Madras og derfor ønskede at forlade Søetaten. Omkring nytår 1842 rejste han med sin hustru hjemad mod Europa, og nær Kap det gode Håb født hun ham sønnen Frederik Adolph, som blev døbt i Kapstaden.
Men helbredet svigtede ham åbenbart, og han opgav studierne. Allerede i oktober 1842 blev Roepstorff genansat i den danske marine, var 1843-44 med briggen Ørnen til Sydamerika, 1845 med korvetten Galathea til Ostindien (se Steen Andersen Bille), 1845-48 næstkommanderende i dampskibet Ganges og derefter i skonnerten Nancowry, stationsskibe ved Nikobarøerne. I 1848 blev han sendt hjem af chefen for Ganges, dels af helbredshensyn, dels på grund af hans avisskriveri imod regeringen i Penang.
Hjemrejsen gik først via Suez, videre gennem Ægypten til Alexandria og derfra med skib til London. Senere samme år var han med fregatten Freja i Østersøen, 1849 i fregatten Rota, som deltog i en blokade i Nordsøen under Treårskrigen, 1850-52 fører af dampbugserskibet Hertha, blev 1851 premierløjtnant, 1854 næstkommanderende i briggen Mercurius under krigsberedskab og senere samme år i fregatten Bellona. Fra 1855 til 1864 var han stempelpapirforvalter for Holsten og fik i juni måned 1855 afsked af Søetaten med karakter af kaptajnløjtnant.

## Politiker
Roepstorff blev i 1864 valgt til Folketinget i Kertemindekredsen for Venstre. Han sad på tinge til 1866 og var desuden medlem af Rigsrådet.
Efter sin første hustrus død i 1876 ægtede han den 6. december 1877 i Vartov Kirke Johanne Grove (født 22. april 1831, død 15. juli 1882), datter af etatsråd, landfysikus Ditlev Andreas Grove (1798-1865) og hustru Christine Marie født Saxtorph (1798-1868).